# Lake Waahi
Der Lake Waahi ist ein See in der Region Waikato auf der Nordinsel von Neuseeland.

## Geographie
Der Lake Waahi befindet sich westlich angrenzend an das Stadtgebiet von Huntly, einer Kleinstadt im Waikato District. Der See, dessen Wasserstand je nach Jahreszeit und Niederschläge zwischen 7,66 m und 10,7 m schwanken kann, umfasste zum Zeitpunkt der Erstellung dieses Artikels eine Fläche von 4,61 km². Dabei erstreckte sich der See über eine Länge von rund 3,7 km in Westnordwest-Ostsüdost-Richtung und über eine maximale Breite von rund 2,4 km Ostnordost-Südsüdwest-Richtung. Das Volumen des Sees soll zu diesem Zeitpunkt 32.271.160 m³ Wasser betragen haben. Auch die Fläche des Sees variiert entsprechend den Umweltbedingungen stark und wird mit zwischen 3,71 km² und 10,1 km² angegeben. Die Wassertiefe des Lake Waahi beträgt im Mittel rund 2,0 m und maximal 5,0 m.
Gespeist wird der See durch verschiedene kleine und einige weiter verzweigte Streams, sodass das Wassereinzugsgebiet des Sees auf eine Fläche von rund 92,21 km² kommt. Entwässert wird der Lake Waahi hingegen über den Waahi Stream, der an der Nordostseite des Sees abfließt und nach etwas mehr als einem Kilometer in den Waikato River mündet.
Wenige hundert Meter östlich bis südöstlich des Lake Waahi befindet sich der rund 54 Hektar große Lake Puketirini.